# 国鉄タキ6650形貨車
国鉄タキ6650形貨車（こくてつタキ6650がたかしゃ）は、かつて日本国有鉄道（国鉄）に在籍した私有貨車（タンク車）である。
本項目では本形式と専用種別が同一のタキ6950形についても解説する。

## タキ6650形
タキ6650形は、コンクリート混和剤専用の30t 積タンク車として1967年（昭和42年）4月18日に1両（コタキ6650）が日本車輌製造にて製作された。その後本形式は増備されることなく、形式消滅まで1形式1両のみの存在であった。
記号番号表記は特殊標記符号「コ」（全長 12 m 以下）を前置し「コタキ」と標記する。
本形式の他にコンクリート混和剤を専用種別とする形式にはタキ6950形（4両、後述）の1形式が存在した。
所有者は石油荷役（現在のニヤクコーポレーション）であり、常備駅は塩釜線の塩釜埠頭駅であった。
タンク体は普通鋼（一般構造用圧延鋼材 SS41、現在のSS400）製のドームなし直円筒型であり、荷役方式はタンク上部にある積込口からの上入れ、吐出管からの下出し式である。
車体色は黒、寸法関係は全長は10,100mm、全幅は2,470mm、全高は3,569mm、台車中心間距離は6,000mm、実容積は22.0m3、自重は14.0t、換算両数は積車4.5、空車1.4であり、台車はベッテンドルフ式のTR41Cであった。
1983年（昭和58年）12月21日に廃車となり同時に形式消滅となった。車齢16年と短命な形式であった。

## タキ6950形
タキ6950形は、コンクリート混和剤専用の35t 積タンク車として1980年（昭和55年）12月23日から1982年（昭和57年）10月18日にかけて4両（タキ6950 - タキ6953）が日本車輌製造1社のみにて製作された。
所有者は藤沢薬品工業（現在のアステラス製薬）の1社のみであり、東海道本線貨物支線（通称：名古屋港線）の名古屋港駅を常備駅とした。
タンク体はステンレス鋼製（SUS304L）のドームなし直円筒型であり、荷役方式は積込みはマンホールからの上入れ式、荷降ろしは吐出管からの下出し式である。タキ6952、タキ6953は内部が隔壁により仕切られており前区画（B室）、中央区画（A室）、後区画（B室）の3室構造であった。前後区画（前区画と後区画は連通管にて結合）と中央区画に同時に異なる2種類の積荷も運用可能であったが、各種の制限もあった。このためマンホールは3箇所、吐出管は2箇所あった。
車体色は黒、寸法関係は全長は12,200mm、全幅は2,500mm、全高は3,763mm、タキ6952 - タキ6953は3,818mm、台車中心間距離は7,900mm、実容積は29.9m3、タキ6952 - タキ6953は30.0m3、自重は15.0t、タキ6952 - タキ6953は16.7t、換算両数は積車5.0、空車1.6であり、台車はベッテンドルフ式のTR213Cである。
1987年（昭和62年）4月の国鉄分割民営化時には全車（4両）の車籍がJR貨物に継承されたが、1996年（平成8年）5月に4両とも廃車となり同時に形式消滅となった。

### 年度別製造数
各年度による製造会社と両数、所有者は次のとおりである。
- 昭和55年度 - 2両
  - 日本車輌製造 2両 藤沢薬品工業（タキ6950 - タキ6951）
- 昭和56年度 - 1両
  - 日本車輌製造 1両 藤沢薬品工業（タキ6952）
- 昭和57年度 - 1両
  - 日本車輌製造 1両 藤沢薬品工業（タキ6953）